# Utvängstorps socken
Utvängstorps socken i Västergötland ingick i Vartofta härad, ingår sedan 1971 i Mullsjö kommun och motsvarar från 2016 Utvängstorps distrikt.
Socknens areal är 29,39 kvadratkilometer varav 29,10 land. År 2000 fanns här 86 invånare.  Sockenkyrkan Utvängstorps kyrka ligger i socknen.

## Administrativ historik
Socknen har medeltida ursprung. 
Vid kommunreformen 1862 övergick socknens ansvar för de kyrkliga frågorna till Utvängstorps församling och för de borgerliga frågorna bildades Utvängstorps landskommun. Landskommunen uppgick 1952 i Mullsjö landskommun som 1971 ombildades till Mullsjö kommun. Församlingen uppgick 2002 i Sandhem-Utvängstorps församling som 2010 uppgick i Mullsjö-Sandhems församling.
1 januari 2016 inrättades distriktet Utvängstorp, med samma omfattning som församlingen hade 1999/2000.
Socknen har tillhört län, fögderier, tingslag och domsagor enligt vad som beskrivs i artikeln Vartofta härad. De indelta soldaterna tillhörde Skaraborgs regemente, Vartofta kompani.

## Geografi
Utvängstorps socken ligger söder om Tidaholm med Hökensås i öster och med Tidan i väster. Socknen är en kuperad skogsbygd kring Tidans dalgång med höjder som på Hökensås når 353 meter över havet.

## Fornlämningar
Från järnåldern finns gravar och domarringar. Även fossil åkermark och flera hålvägar har påträffats.

## Namnet
Namnet skrevs 1393 Otwäghensthorp och kommer från kyrkbyn. efterleden är torp, 'nybygge'. Förleden innehåller mans(bi)namnet Uthvägin, 'den otvagne, smutsige'.